# Ozineus
Ozineus es un género de escarabajos longicornios de la tribu Acanthocinini que contiene una sola especie, Ozineus elongatus. La especie fue descrita por Bates en 1863.
Se distribuye por Guayana Francesa, Brasil, Panamá y . Mide aproximadamente 6-8 milímetros de longitud.